# Ettore Ovazza
Ettore Ovazza (Torino, 21 marzo 1892 – Verbania, 11 ottobre 1943) è stato un banchiere, imprenditore e saggista italiano di religione ebraica, esponente del Partito Nazionale Fascista fino alle leggi razziali del 1938, che lo estromisero dalla vita politica. 
Fu il fondatore della rivista La Nostra Bandiera, che rappresentava il punto di vista degli ebrei fascisti anti-sionisti.
Fu assassinato dai nazisti con la sua famiglia nel 1943.

## Biografia
Figlio di Ernesto Ovazza e di Celeste Malvano, di religione ebraica, si laureò all'Università degli Studi di Torino nel 1915 con una tesi di diritto internazionale. Poco dopo si arruolò volontario per il fronte (come peraltro il padre e i fratelli), divenendo tenente d'artiglieria.
Fascista della prima ora, nell'ottobre del 1922 Ovazza partecipò con altre camicie nere alla marcia su Roma. Fu membro del Partito Nazionale Fascista. Essere ebrei e fascisti non era affatto raro nell'Italia degli anni Venti. Molti membri della prima ora del PNF erano ebrei (come Aldo Finzi).
Ovazza fu attivo all'interno della comunità ebraica di Torino per guadagnare consenso a favore del fascismo. Nel 1929 incontrò Benito Mussolini, rimanendone entusiasta.
Nel 1934 fu tra i fondatori della rivista La Nostra Bandiera, che intendeva "fascistizzare" tutta la comunità ebraica italiana ed estirparne gli indifferenti, i sionisti o gli antifascisti. Cercò di arruolarsi volontario per la guerra d'Etiopia, ma non fu accettato per limiti d'età. Nel febbraio del 1936 rischiò la vita a seguito di un incidente d'auto.
Malgrado la campagna filofascista condotta su La Nostra Bandiera e il tentativo di fascistizzare l'Unione delle Comunità Israelitiche Italiane (nel 1937 creò con il generale Raffaele Liuzzi il Comitato degli italiani di religione ebraica), la legislazione anti-ebraica del 1938 lo costrinse a cedere la banca di famiglia e a lasciare il PNF. Il fratello Vittorio fu costretto a lasciare l'esercito. Nel 1939 tutti gli ebrei dovettero abbandonare le proprie professioni. Alcuni ebrei si suicidarono, altri si convertirono al cattolicesimo. Alcuni cercarono di ottenere la "discriminazione", altri emigrarono in America o in Medio Oriente poi Israele. Ma la maggioranza restò in Italia, convinta che il Duce non avrebbe mai acconsentito a una persecuzione antisemita di modello tedesco.

## L'assassinio della famiglia Ovazza

### Prodromi
Dopo l'8 settembre 1943 e la fine dell'alleanza italo-tedesca, le SS iniziarono a catturare e a uccidere gli ebrei italiani. I primi omicidi di massa degli ebrei avvennero sul Lago Maggiore a metà settembre da parte del 1º Battaglione del 2º Reggimento della 1ª Divisione Panzer SS "Leibstandarte SS Adolf Hitler", che stazionava sulle rive del lago.

### La morte
All'inizio di ottobre, Ettore Ovazza si trovava con la moglie Nella Sacerdoti e i figli Riccardo ed Elena nell'Hotel Lyskamm di Gressoney-Saint-Jean, in Valle d'Aosta. Dopo aver liquidato i propri beni, intendevano fuggire nel Canton Vallese. Riccardo si unì a un gruppo di prigionieri croati e cercò di raggiungere la Svizzera prima della sua famiglia. Fu arrestato dalla polizia di confine svizzera, che lo condusse a Briga e lo mise su un treno diretto in Italia. Nella stazione di Domodossola fu denunciato e arrestato dalla polizia segreta militare tedesca, che lo tradusse nella scuola elementare per fanciulle di Intra usata dal battaglione della Leibstandarte SS Adolf Hitler, capeggiato dall'Obersturmführer Gottfried Meir.
Dopo avergli fatto rivelare il nascondiglio della sua famiglia, le SS lo assassinarono e il 9 ottobre bruciarono il suo cadavere nella stufa della cantina della scuola. Lo stesso giorno, un'unità delle SS raggiunse la valle di Gressoney, catturò la famiglia e la trasportò a Intra. L'11 ottobre la famiglia Ovazza fece la stessa fine: uccisi, i corpi furono poi bruciati nella caldaia della scuola. Ettore non sopravvisse quindi alla Shoah.
Nel 1954 ebbe luogo presso la sezione di Klagenfurt del Tribunale popolare austriaco di Graz il processo contro l'Obersturmführer Gottfried Meir, accusato di essere responsabile dell'assassinio della famiglia Ovazza. Il 4 novembre 1954 Meir fu prosciolto dall'accusa, mentre furono condannati due suoi sottoposti, che nel frattempo erano morti. Il 2 luglio 1955 il Tribunale militare di Torino condannò in contumacia Meir all'ergastolo, ma la Repubblica austriaca non concesse l'estradizione in Italia. Negli anni '60 fallirono due altri tentativi di riaprire il processo. Meir visse indisturbato in Carinzia come direttore di scuola sino alla morte, avvenuta nel 1970.

## Opere di Ettore Ovazza
Accanto alla sua attività imprenditoriale e politica in seno al PNF e alla comunità ebraica italiana, Ettore Ovazza fu autore di saggi e opere letterarie che ne mettono in evidenza un profilo intellettuale complesso e variegato.
Di particolare interesse sono l'opera teatrale "L'uomo e i fantocci", la memorialistica della prima guerra mondiale e la polemica antisionista innescata prima con "Sionismo bifronte", poi con la risposta a "Gli ebrei in Italia" di Paolo Orano con "Il problema ebraico".
- E. Ovazza, Il diritto internazionale e la conflagrazione bellica. La proprietà privata. Torino, tipografia Baravalle e Falconieri, 1915;
- L. Perigozzo, O bionda creatura (canto e piano), parole di E. Ovazza. Torino, Perosino, 1915;
- E. Ovazza, L'uomo e i fantocci. Verità in tre momenti. Milano, Modernissima, 1921;
- E. Ovazza, Ghirlande (liriche). Milano, Modernissima, 1922;
- E. Ovazza, In margine alla storia. Riflessi della guerra e del dopoguerra (1914-1924), prefazione di V. Buronzo. Torino, Casanova, 1925;
- L. Perigozzo, Quattro impressioni, parole di E. Ovazza. Bologna, Bongiovanni, 1925;
- E. Ovazza, Diario per mio figlio. Torino, Sten, 1928;
- E. Ovazza, Lettere dal campo (1917-1919), con note esplicative, prefazione di D.M. Tuninetti. Torino, Casanova, 1932;
- E. Ovazza, Politica fascista. Torino, Sten, 1933;
- E. Ovazza, Sionismo bifronte. Roma, Pinciana, 1935;
- E. Ovazza, L'Inghilterra e il mandato in Palestina. prefazione di A. Pozzi, Roma, Pinciana, 1936;
- E. Ovazza, Sita (poemetto indiano), xilografie di B. Bramanti. Firenze, Rinascimento del libro, 1937;
- E. Ovazza, Il problema ebraico. Risposta a Paolo Orano. Roma, Pinciana, 1938;
- E. Ovazza, Guerra senza sangue (Da Versaglia a Monaco). Roma, Pinciana, 1939.

## Curiosità
- Alain Elkann, nipote di Ettore Ovazza (in quanto figlio di Carla Ovazza), si è liberamente ispirato alla figura dello zio nel suo romanzo Piazza Carignano (Milano, Mondadori, 1985).